# Röderhof (Diekholzen)

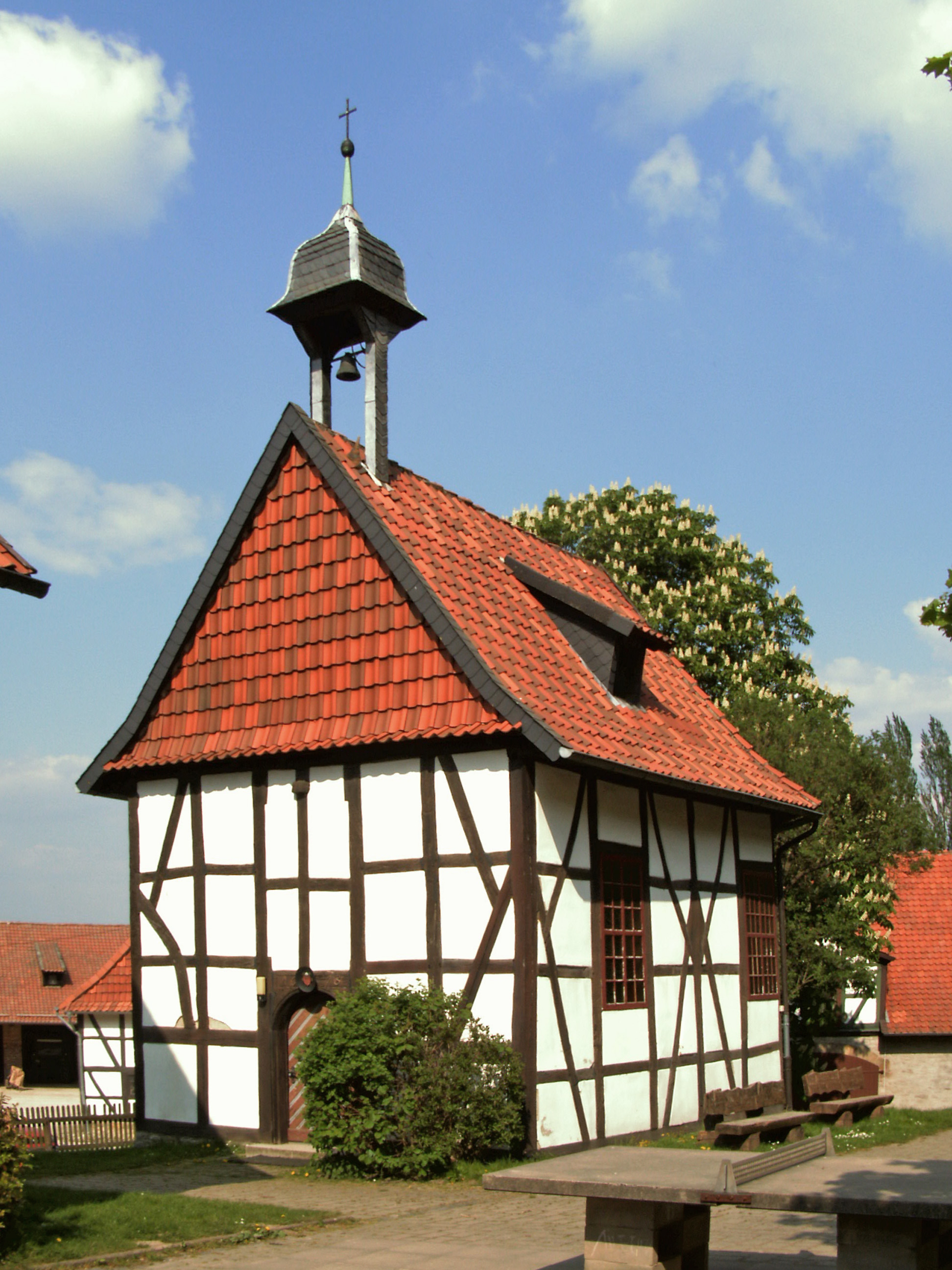
St.-Antonius-Kapelle, seit 2014 auch Oratorium der Benediktiner bzw. seit 2019 der Kamaldulenser.

Röderhof ist eine Siedlung der Ortschaft Egenstedt in der Gemeinde Diekholzen in Niedersachsen.

## Geografie
Röderhof befindet sich am Nordrand des Hildesheimer Waldes. Der Ort liegt im Süden von Egenstedt und etwa 10 km südöstlich von Hildesheim. Im Ort befinden sich neben der historischen Gutsanlage ein Kamaldulenserkloster sowie ein zur ehemaligen „Bildungsstätte Röderhof“ gehörender Zeltplatz. In der Nachbarschaft befindet sich die Behinderteneinrichtung Heimstatt Röderhof. Die den Siedlungsbereich umschließenden Flächen liegen im Landschaftsschutzgebiet Röderhofer Teiche und Egenstedter Forst.

## Geschichte und Sehenswürdigkeiten
Das ehemalige Klostergut der Hildesheimer Kartause, der sogenannte Röderhof wurde 1382 erstmals erwähnt. Zu ihm gehört die St. Antonius geweihte Fachwerkkapelle von 1670. Das Anwesen liegt in einer Senke, in der die Kartäuser im Mittelalter drei heute noch bestehende Fischteiche anlegten. In den 1960er Jahren wurde neben dem Gut eine heilpädagogische Einrichtung, die Heimstatt Röderhof, geplant und gebaut. Diese wurde 1971 eröffnet und 1987 sowie 1996 erweitert.
Im südlichen Bereich des weiterhin bewirtschafteten Gutes befinden sich in der ehemaligen Jugend-Begegnungsstätte seit 2014 Konventsgebäude (Röderhof 1). Auch die St.-Antonius-Kapelle gehört dazu. Seit 2013 engagierte sich unter anderem Benedikt Lindemann für die Gründung einer neuen benediktinischen Gemeinschaft auf dem Röderhof, die im April 2014 als „Benediktinische Gemeinschaft St. Romuald“ realisiert wurde. Seit März 2019 gehört das Kloster zum stärker kontemplativ und eremitisch orientierten Kamaldulenserorden, der sich auf den heiligen Romuald zurückführt.
Bekannt sind der Röderhof und die Landschaft für die alljährlich in den Sommerferien stattfindenden Zeltlager. Seit mehr als 100 Jahren wird bereits am Röderhof gezeltet. Das Zelten am Röderhof wird auch nach der Schließung der Jugendbegegnungsstätte im Jahre 2013 mit Unterstützung der Heimstatt Röderhof fortgeführt.

## Heimstatt Röderhof
Die Heimstatt Röderhof (Röderhof 3–22) ist eine Einrichtung der „Stiftung kath. Behindertenhilfe im Bistum Hildesheim“ für Menschen mit einer geistigen Behinderung, die ab 1969 neben dem bischöflichen Gut Röderhof entstand und am 15. Januar 1971 als Heim für geistig behinderte Kinder eröffnet wurde. Heute umfasst die Einrichtung vor Ort Wohnbereiche für 200 Kinder, Jugendliche und Erwachsene, die St.-Franziskus-Schule (Förderschule mit dem Schwerpunkt „geistige Entwicklung“), eine Tagesförderstätte für Erwachsene, die am 30. Juni 1971 eingeweihte katholische Heilig-Geist-Kirche  und eine Reithalle für Reittherapien. 2011 wurde am Rand der Nachbargemeinde Bad Salzdetfurth mit dem Haus Gertrudenberg eine Außenstelle als Wohnheim für geistig behinderte Erwachsene eingerichtet.